# Барсегян, Жанна
Жанна Барсегян (фр. Jeanne Barseghian, арм. Ժաննա Բարսեղյան; род. 6 декабря 1980, Сюрен) — французский политик, член партии «Европа Экология Зелёные», мэр Страсбурга (с 2020).

## Биография
Родилась 6 декабря 1980 года в Сюрене, отец — адвокат армянского происхождения, мать — тоже юрист, родом из Бретани. Изучала право в Париже, Мюнстере и Берлине, заинтересовалась экологической тематикой, в 2002 году изучала юридические вопросы охраны окружающей среды в Эльзасе. В 2012 году впервые кандидатура Барсегян впервые оказалась в списке зелёных на муниципальных выборах в Страсбурге, но прошла она в муниципальный совет этого города лишь по итогам выборов 2014 года, а в 2019 году возглавила список Гражданской ассамблеи.
Программа предполагала озеленение города и восстановление экономики, пострадавшей в период коронавирусной инфекции COVID-19 и возвращение школьников к нормальному учебному процессу.
15 марта 2020 года в первом туре муниципальных выборов в Страсбурге список ЕЭЗ во главе с Барсегян добился наилучшего результата из всех соперников: 27,9 % голосов избирателей. 28 июня во втором туре, отложенном из-за эпидемии, успех был закреплён окончательно: 41,71 %.
4 июля 2020 года депутаты муниципального совета тайным голосованием избрали Барсегян мэром города (53 голоса «за», 11 бюллетеней остались незаполненными).
22 марта 2021 года муниципальный совет Страсбурга принял решение о выделении из городского бюджета субвенции в 2,5 млн евро на строительство мечети султана Айюба. На этом основании министр внутренних дел Франции Жеральд Дарманен обвинил Барсегян в поддержке турецкой общественной ассоциации «Национальное видение» (Millî Görüş), выступающей с позиций политического ислама. Барсегян заявила, что твёрдо придерживается принципов лаицизма и направила письмо президенту Республики с утверждением, что МВД не предъявляло местным властям требований не допустить выделения указанных средств.
16 апреля опубликовано сообщение Барсегян, что городские власти Страсбурга не будут финансировать строительство указанной мечети ввиду отзыва ассоциацией Millî Görüş заявки не выделение субвенции (по утверждению Барсегян, выделение бюджетных средств было обусловлено требованием к получателям следовать республиканским принципам).